# Жиричівська сільська рада
| Жиричівська сільська рада — адміністративно-територіальна одиниця та орган місцевого самоврядування у Ратнівському районі Волинської області з адміністративним центром у с. Жиричі. Історична дата утворення: в 1947 році. Сільській раді підпорядковані населені пункти: - с. Жиричі |

## Склад ради
Рада складається з 14 депутатів та голови.

### Керівний склад ради
| ПІБ                      | Основні відомості                                                  | Дата обрання | Дата звільнення |
| ------------------------ | ------------------------------------------------------------------ | ------------ | --------------- |
| Вашестюк Сергій Петрович | Сільський голова, 1980 року народження, освіта вища, позапартійний | 06.11.2015   |                 |
|                          |                                                                    |              |                 |

Примітка: таблиця складена за даними джерела

## Населення
Згідно з переписом УРСР 1989 року чисельність наявного населення сільської ради становила 2328 осіб, з яких 1125 чоловіків та 1203 жінки.
За переписом населення України 2001 року в сільській раді мешкало 2278 осіб.

### Мова
Розподіл населення за рідною мовою за даними перепису 2001 року:
| Мова       | Відсоток |
| ---------- | -------- |
| українська | 99,56 %  |
| російська  | 0,22 %   |
| білоруська | 0,17 %   |
| молдовська | 0,04 %   |